# Menhir Yelso de Hayas
Le menhir Yelso de Hayas, connu également sous le nom de Mojón Alto (« Grande Borne »), est un mégalithe datant du Néolithique situé près de la commune de Limpias, dans la communauté autonome de Cantabrie.

## Situation
Le menhir se trouve à 469 mètres d'altitude ; il se dresse à environ quatre kilomètres au nord-est de Limpias, à proximité de la route CA-501 qui relie Limpias au village de Seña.

## Description
Il mesure 3,2 m de hauteur pour 1,07 m de largeur à la base. Son sommet forme une pointe.

## Histoire
La pierre sert de borne géographique pour délimiter les communes de Limpias, d'Ampuero et de Liendo.